# Елсберг
Елсберг (њем. Oelsberg) општина је у њемачкој савезној држави Рајна-Палатинат. Једно је од 137 општинских средишта округа Рајн-Лан. Према процјени из 2010. у општини је живјело 557 становника. Посједује регионалну шифру (AGS) 7141107.

## Географски и демографски подаци
Елсберг се налази у савезној држави Рајна-Палатинат у округу Рајн-Лан. Општина се налази на надморској висини од 280 метара. Површина општине износи 4,0 km². У самом мјесту је, према процјени из 2010. године, живјело 557 становника. Просјечна густина становништва износи 139 становника/km².